# Siège de Pélion
Guerres d'Alexandre le Grand
Batailles
- Pélion
- Thèbes

- Granique
- Milet
- Halicarnasse
- Issos
- Tyr
- Gaugamèles
- Portes persiques

- Aornos
- Hydaspe

Le siège de Pélion est entrepris par Alexandre le Grand en décembre 335 av. J.-C. durant le conflit qui l'oppose à des tribus illyriennes (Dardaniens, Taulantiens et Autariates) dirigées par Clitos qui ont mené des incursions en Macédoine. Alexandre se doit de contrôler rapidement ce point de passage stratégique entre l'Illyrie et la Macédoine afin de pouvoir réprimer la révolte d'Athènes et de Thèbes contre l'hégémonie macédonienne. Ce siège victorieux permet à Alexandre de marcher rapidement avec son armée contre Thèbes.

## Contexte historique
Lorsqu'il apprend que Clitos, roi des Dardaniens et Glaucias, roi des Taulantiens, ont mené des incursions en Macédoine, Alexandre est déjà engagé dans une campagne militaire sur le Danube contre les Triballes, que Philippe II n'est pas parvenu à soumettre complètement.
Alexandre prend immédiatement au sérieux la nouvelle de l'attaque des Illyriens et décide de marcher contre Pélion, un passage stratégique entre l'Illyrie et la Macédoine. Ne pas pouvoir l'emprunter aurait signifié devoir faire une longue marche vers le sud à travers le massif montagneux pour atteindre l'Illyrie. De plus, sans cet accès, Alexandre risque d'être coupé de la Grèce, où les cités se sont révoltées dans un passé récent. La perte de ce passage et la longue marche que celle-ci aurait imposé à Alexandre auraient permis aux cités grecques d'avoir suffisamment de temps pour se préparer à l'arrivée d'Alexandre alors qu'il est occupé à soumettre les Illyriens.
Langaros, roi des Agrianes rallié aux Macédoniens depuis 352, offre alors son aide à Alexandre afin de protéger son flanc contre les tribus illyriennes tandis qu'il marchera sur Pélion. Langaros lance plusieurs incursions à travers la région des Autariates, permettant ainsi à Alexandre de poursuivre sa marche sans être trop inquiété. Lorsqu'Alexandre arrive, le passage de Pélion est défendu par Clitos qui est chargé d'attendre les renforts envoyés par Glaucias. En voyant arriver les Macédoniens, Clitos fait sacrifier trois garçons, trois filles et trois agneaux noirs avant de les affronter.

## Premières escarmouches
Alexandre arrive avec une armée forte de 15 000 hommes, déterminé à prendre le passage avant que Glaucias ne puisse venir renforcer la garnison de Cleitos. Alexandre commence donc par faire installer le camp macédonien. Les Macédoniens découvrent rapidement que les Illyriens ont occupé le passage de Pélion mais également les hauteurs qui entourent la plaine avec des troupes importantes. Lorsque le camp macédonien est établi, Alexandre lance l'attaque contre les troupes de Cleitos positionnées sur les hauteurs. Face à la puissance de l'attaque, les Illyriens se replient à l'intérieur de murs de Pélion.
Alexandre tente ensuite de prendre la ville d'assaut, mais sans succès. Il décide alors d'ériger une contrevallation afin d'en faire le siège. Les travaux sont néanmoins interrompus par l'arrivée de l'armée de Glaucias le jour suivant, ce qui oblige Alexandre à se retirer des hauteurs qu'il avait conquises la veille.

## Bataille et siège
Ayant été obligé de se replier dans la plaine par l'arrivée du roi Glaucias, Alexandre se trouve maintenant dans une situation périlleuse. Il est désormais dépassé en nombre par les Illyriens, qui ont réuni leurs forces. Par ailleurs, le temps presse pour Alexandre qui sait que Thèbes et Athènes envisagent sérieusement de remettre en cause l'hégémonie macédonienne. Alors qu'Alexandre doit rapidement trouver une solution, les Illyriens, eux, sont déterminés à anéantir ses forces et peuvent se permettre d'attendre.
À court de vivres, Alexandre envoie Philotas, l'un de ses lieutenants, chercher du ravitaillement. Le roi Glaucias perçoit la manœuvre, les poursuit et les attaque. Alexandre réussit néanmoins, avec difficulté, à repousser les assaillants et à dégager les hypaspistes, les Agrianes et les archers. Cherchant à s'emparer de la ligne de retraite de son adversaire avant de se concentrer sur le siège, Alexandre choisit d'attaquer les hauteurs qui commandent le défilé par lequel il était venu. Ce défilé est étroit, quatre hommes seulement pouvant l'emprunter côté à côte. Il place une partie de son infanterie et de sa cavalerie en face de Pélion afin de défendre cette manœuvre et éviter d'être attaqué par une sortie de Cleitos. Il fait ensuite dresser sa phalange, d'une profondeur de cent vingt hommes, accompagnée de 200 cavaliers sur ses flancs, puis fait marcher ses hommes en rang serré dans la plaine à la vue des Illyriens, dans le silence le plus complet. Inébranlable, la force macédonienne s'empare des hauteurs surplombant Pélion. Au cours de l'engagement, aucun phalangiste macédonien n'est tué. Les pertes causées aux troupes légères ne sont généralement pas signalées. Il est donc difficile de savoir si certains soldats ont été tués durant le combat.
À ce stade, des troupes illyriennes d'infanterie légère sont encore placées sur les hauteurs qui entourent le gué. Alexandre décide de s'en emparer afin de prendre le contrôle de toute la plaine. Avant d'engager la bataille, Alexandre décide de faire réinstaller le camp de l'autre côté de la rivière à proximité du gué afin de sécuriser ses manœuvres ainsi que son camp. Cependant, il court dans le même temps le danger d'être attaqué par l'arrière tandis que ses troupes franchissent la rivière. Aussitôt les Illyriens l'attaquent, croyant à une retraite des Macédoniens. Alexandre ordonne alors à ses troupes de faire demi-tour pour simuler une attaque, tout en lançant une charge à la tête de ses Compagnons. Pendant ce temps, il ordonne à ses archers de tourner autour et de tirer des flèches enflammées à mi-distance. La manœuvre réussit et Alexandre peut sécuriser l'autre côté de la rivière et recevoir des approvisionnements en attendant les renforts. Cependant, avant l'arrivée de ces renforts, des éclaireurs d'Alexandre lui rapportent qu'ils ont observé des négligences dans la garnison chargée de défendre la ville, les Illyriens croyant qu'Alexandre est en train de faire retraite. Fort de ce précieux renseignement, Alexandre attend l'arrivée de la nuit puis lance l'attaque, sans attendre que son armée soit au complet. Il s'élance avec ses archers, sa garde rapprochée, ses Agrianes ainsi que le  bataillon de Coénos. Alexandre se précipite sur les défenseurs avec ses Agrianes et ses archers qui ont été mis en phalange. Beaucoup d'Illyriens sont encore endormis et sont pris par surprise. La garnison est massacrée. De nombreux Illyriens sont également capturés.

## Conséquences
Alexandre prend possession de Pélion et y construit un nouvel avant-poste, les Illyriens l'ayant détruit. Les Illyriens supplient Alexandre d'accepter leur soumission, ce qu'il fait, leur permettant de lui prêter à nouveau allégeance. La conquête de Pélion achevée, Alexandre a désormais les mains libres pour marcher en direction de la Béotie afin de réprimer la révolte de Thèbes et d'Athènes. À marche forcée, l'armée macédonienne atteint Thèbes qui est détruite à l'issue d'un siège en décembre 335 av. J.-C.

## Sources antiques
- Arrien, Anabase [lire en ligne], I, 1, 5, 6.